# Gondwanasuchus
Gondwanasuchus é um gênero fóssil de crocodilomorfo da família Baurusuchidae encontrado no Brasil e datado do Cretáceo Superior. Há uma única espécie descrita para o gênero Gondwanasuchus scabrosus.
Os restos desta espécie extinta foram encontrados na fazenda Buriti, General Salgado na região de Araçatuba. Segunda a publicação na revista Cretaceous Research o animal era carnívoro, possuidor de dentição única e crânio commprimido lateralmente.